# Засковичи (платформа)
«Засковичи» (белор. Заскавічы) — остановочный пункт дизель-поездов в Молодечненском районе. Расположен на перегоне «Пруды — Залесье» между станциями Пруды и Залесье.
Остановочный пункт расположен в одноименном поселке.

## В пути
Время в пути от станции Молодечно около 29 минут.